# Цэруш, Богдан
Габрьел Богдан Цэруш (рум. Gabriel Bogdan Țăruș; род. 1 августа 1975, Пьятра-Нямц) — румынский легкоатлет, специалист по прыжкам в длину. Выступал за сборную Румынии по лёгкой атлетике в 1990-х и 2000-х годах, обладатель серебряной медали чемпионата Европы, трёхкратный серебряный призёр чемпионатов Европы в помещении, чемпион Балкан, многократный победитель и призёр первенств национального значения, действующий рекордсмен страны в закрытых помещениях, участник трёх летних Олимпийских игр.

## Биография
Богдан Цэруш родился 1 августа 1975 года в городе Пьятра-Нямц, Румыния.
Впервые заявил о себе в лёгкой атлетике на международном уровне в сезоне 1992 года, когда вошёл в состав румынской национальной сборной и выступил в прыжках в длину на юниорском мировом первенстве в Сеуле.
В 1993 году стал седьмым на юниорском европейском первенстве в Сан-Себастьяне.
В 1994 году выиграл серебряную медаль на юниорском мировом первенстве в Лиссабоне, участвовал в чемпионате Европы в Хельсинки.
В 1995 году среди прочего прыгал на чемпионате мира в Гётеборге и на Универсиаде в Фукуоке.
В 1996 году завоевал серебряную награду на чемпионате Европы в помещении в Стокгольме, тогда как на соревнованиях в итальянской Формии установил свой личный рекорд на открытом стадионе — 8,29 метра. Благодаря череде удачных выступлений удостоился права защищать честь страны на летних Олимпийских играх в Атланте — на предварительном квалификационном этапе прыгнул на 7,96 метра, чего оказалось недостаточно для выхода в финал.
В 1997 году был четвёртым на молодёжном европейском первенстве в Турку и восьмым на Универсиаде в Сицилии, выступил на чемпионате мира в Афинах.
На чемпионате Европы 1998 года в Будапеште стал серебряным призёром, уступив только россиянину Кириллу Сосунову.
В 1999 году занял шестое место на чемпионате мира в помещении в Маэбаси, стартовал на чемпионате мира в Севилье.
В январе 2000 года на турнире в Бухаресте установил ныне действующий национальный рекорд Румынии в прыжках в длину в закрытых помещениях — 8,30 метра. В феврале получил серебро на чемпионате Европы в помещении в Генте. В сентябре представлял страну на Олимпийских играх в Сиднее — в финале прыгнул на 8 метров ровно, расположившись в итоговом протоколе соревнований на девятой строке.
На чемпионате мира 2001 года в Эдмонтоне в финал не вышел.
В 2003 году на чемпионате мира в помещении в Бирмингеме был дисквалифицирован, в то время как на чемпионате мира в Париже закрыл десятку сильнейших.
В 2004 году стал четвёртым на чемпионате мира в помещении в Будапеште. Принимал участие в Олимпийских играх в Афинах, где с результатом 8,21 занял в финале седьмое место.
В 2005 году добавил в послужной список серебряную награду, полученную на чемпионате Европы в помещении в Мадриде. На чемпионате мира в Хельсинки провалил все свои попытки, не показав никакого результата.
Завершил спортивную карьеру по окончании сезона 2009 года.